# Nicolas Seube
Nicolas Seube (* 11. August 1979 in Toulouse) ist ein ehemaliger französischer Fußballspieler.

## Laufbahn
Seube begann das Fußballspielen mit sechs Jahren und spielte fortan für einige kleine Vereine aus der Umgebung von Toulouse. 1992 wurde er in die Jugendabteilung des FC Toulouse aufgenommen und mit 16 Jahren in dessen Ausbildungszentrum geschickt. Von dort aus gelang 1997 der Sprung in die Reservemannschaft, für die er in der vierten Liga auflief. Der Rechtsfuß spielte zunächst vor allem im defensiven Mittelfeld, dann aber auch als Außenverteidiger. Nach drei Jahren in der B-Auswahl unterschrieb Seube im Jahr 2000 bei Toulouse seinen ersten Profivertrag. Dies hatte zur Folge, dass er im Kader der Profimannschaft stand, vorläufig jedoch von Vereinsseite aus nicht mehr für die Reserve antreten durfte. Weil er sich im Erstligateam nicht durchsetzen konnte und bis Februar 2001 noch kein einziges Erstligaspiel bestritten hatte, wurde er zu diesem Zeitpunkt in die Reservemannschaft zurückversetzt.
Dementsprechend entschied er sich im Sommer 2001, Toulouse zur verlassen und unterschrieb stattdessen beim SM Caen, wo Sportdirektor Guy David auf den jungen Spieler setzte. Für den Zweitligisten debütierte er gleich am ersten Spieltag der Saison 2001/02, wobei er beim 3:4 gegen Grenoble Foot über die volle Länge der Partie zum Einsatz kam. Bereits während seines ersten Jahres in Caen avancierte Seube zum Stammspieler und konnte diese Position in den folgenden Spielzeiten beibehalten. Dies blieb er auch, nachdem er 2004 mit Caen in die erste Liga aufgestiegen war und ein Jahr später den direkten Wiederabstieg hinnehmen musste. Ebenfalls 2005 stand Seube mit seiner Mannschaft im Finale der Coupe de la Ligue, das allerdings mit 1:2 gegen Racing Straßburg verloren ging.
Zu Beginn der Saison 2006/07 wurde der Spieler, der zu diesem Zeitpunkt fünf Jahre bei Caen hinter sich hatte, von Trainer Franck Dumas zum Mannschaftskapitän bestimmt. Am Ende seines ersten Jahres als Spielführer gelang Seube mit seinem Team der Aufstieg in die erste Liga, dem 2009 der Wiederabstieg und 2010 der Wiederaufstieg folgte. Die damit verbundene Zweitligameisterschaft stellte zugleich den ersten Titel seiner Karriere dar. Nachdem Caen 2012 in die zweite Liga gestiegen war, wurde mit Patrice Garande ein neuer Coach eingestellt, der Seube das Kapitänsamt nahm und es seinem langjährigen Mannschaftskameraden Jérémy Sorbon übertrug. Im selben Jahr verlängerte der fast 33-Jährige Seube seinen Vertrag um weitere drei Jahre. Mit 373 Ligaeinsätzen in  den höchsten beiden Spielklassen überholte er mit der Begegnung gegen den Gazélec FC Ajaccio am 24. Mai 2013 Anthony Deroin (372 Spiele) und stellte einen neuen Vereinsrekord auf. 2014 schaffte er mit Caen die Rückkehr in die oberste Spielklasse. Daran anschließend wurde er weiterhin regelmäßig aufgeboten und erreichte mit dem Team am Ende der Saison 2014/15 den Klassenerhalt. In der Spielzeit 2015/16 konnte sich die Mannschaft deutlich steigern und den siebten Tabellenplatz belegen. 2017 erreichte er mit der Mannschaft knapp den Klassenerhalt und beendete zum Saisonende 2016/17 mit knapp 38 Jahren seine Profikarriere. Für Caen hatte er in 16 Jahren 232 Erst- und 245 Zweitligaspiele bestritten.

## Politisches Engagement
Im Vorfeld der Kommunalwahlen 2008 unterstützte Seube Philippe Duron, den Kandidaten der Sozialistischen Partei für das Amt des Bürgermeisters der Stadt Caen, der den Wahlsieg letztlich errang. Ferner bezeichnete sich der Fußballer als klarer Anhänger der politischen Linken. Mit Bezug auf die Gehälter von Fußballern sagte Seube, dass die Verdienste zwar zu hoch seien, verwies allerdings auch auf die enorme Arbeit, die vor und während einer Karriere anfalle.